# Jane Eyre (regény)
A Jane Eyre Charlotte Brontë írónő 1847-ben Londonban kiadott regénye, mely A lowoodi árva címen is napvilágot látott. A regény, melyet szerzője Currer Bell álnéven jelentetett meg, rögtön hatalmas sikert aratott. Ma a világirodalom egyik legfontosabb regényeként tartják számon.

## Történet
|  | Alább a cselekmény részletei következnek! |

Az árván maradt Jane Eyre-t szívtelen nagynénje, Mrs. Reed neveli. A Reed-család betolakodóként bánik a kislánnyal, Mrs. Reed gyűlöli, mert érzése szerint meghalt férje jobban ragaszkodott az unokahúgához, mint a saját gyermekeihez. A kis Jane már gyermekként is határozott, heves vérmérsékletű teremtés, aki az ismétlődő büntetések dacára sem alázkodik meg. Az egyre súlyosabb ellentétek miatt a néni végül a lowoodi intézetbe (árvaházba) adja a kislányt. Itt Jane megismerkedik Helen Burns-szel, aki hamarosan jó barátnője lesz. Az intézetben kitört járványnak (melyért egyértelműen a rossz körülmények okolhatók) sok áldozata lesz, és pont akkortájt Helen is áldozatul esik a regényben többször említett betegségének, nagy valószínűséggel az akkoriban kevésbé gyógyítható tüdőbajnak.
Telnek az évek, és Jane-ből művelt, kedves modorú 18 éves kisasszony lesz, és ennek köszönhetően sikerül tanítónőként elhelyezkednie Thornfield Hall-ban. Feladata a kastély urának, Mr. Rochester szeleburdi gyámleányának, Adèle Varens-nak a nevelése. Miközben Jane egyre jobban megszokja a kastély életét, és élvezi az intézet utáni szabadabb életet, a kastély gazdájával, a külföldön tartózkodó Mr. Rochesterrel hónapokig nem is találkozik. A hazatérő gazda érdes, szeszélyes modora sem riasztja el a lányt, kettőjük között a kölcsönös megértés, a barátság, majd a szerelem is kivirágzik. Ám baljóslatú események kísérik kapcsolatuk kibontakozását: a kastélyban néha hátborzongató nevetés töri meg az éjszaka csendjét, titokzatos alak mászkál a folyosókon, és egy alkalommal valaki felgyújtja Mr. Rochester ágyát, aki talán ott is veszne, ha a véletlenül felébredő Jane nem sietne a segítségére.
Jane kibontakozó szerelmének más próbatételeket is ki kell állnia: közte és Mr. Rochester között a korkülönbségen kívül (a férfi már közel 40 éves) társadalmi szakadék is húzódik. Ezt Jane-nek is tapasztalnia kell, mikor együtt látja szerelmét a szép, gőgös, szívtelen, de előkelő Blanche Ingrammal, akit családjával együtt Mr. Rochester vendégül lát a kastélyban. Jane-t a féltékenység és a bánat gyötri, és meggyőződése, hogy Mr. Rochester hamarosan feleségül veszi a szép Miss Ingramet.
Eközben új hír érkezik, mely pár hétre visszaszólítja Jane-t a Reed-családhoz: Mrs. Reed haldoklik, és halálos ágyán felfedi Jane-nek utolsó bűnét: a lánynak volt egy nagybátyja, aki szerette volna befogadni és az örökösévé tenni, de Mrs. Reed azt írta neki, hogy Jane meghalt Lowoodban.
Visszatérve Thornfieldbe Mr. Rochester megvallja a lánynak: csak féltékennyé akarta őt tenni Blanche-sal, igazából csak Jane-t szereti. A lány boldogan készül az esküvőjükre, úgy érzi végre örökre révbe ért, ám az esküvő napján váratlan csapás éri: az oltár előtt állva derül ki, hogy Mr. Rochester már nős: a felesége egy jamaicai asszony, Bertha Mason, aki őrülten él Thornfield legfelső emeletén, csak néha szökik ki, és bolyong a házban.
Az összetört Jane elmenekül, napokig bolyong étlen-szomjan, míg egy tiszteletes, St. John Rivers és testvérei befogadják. A lány megpróbál új életet kezdeni: tanít a helyi iskolában és jó barátságot köt a Rivers-családdal. Mindannyiukat váratlanul éri, hogy kiderül: valójában rokonok a madeirai nagybácsi révén, aki tekintélyes vagyont hagy Jane-re, aki azt igazságosan megosztja új unokatestvéreivel. St. Johnnak nagy tervei vannak: misszionáriusnak készül Indiába, és szeretné, ha Jane, mint a felesége vele tartana. A lány azonban nem tudja elfelejteni Mr. Rochestert, így egy év után úgy dönt, visszatér Thornfieldbe.
Megérkezve Thornfield Hall-t leégve találja, és megtudja, hogy az őrült asszony az ő eltűnése után felgyújtotta a kastélyt, és ő maga is meghalt a tűzben. Mr. Rochester is megsérült: megvakult és egyik kezét amputálni kellett, amikor próbálta kihozni a lángok közül őrült feleségét. Immár nincs semmi akadály: Jane Mr. Rochester felesége lesz, aki az egyik szemére visszanyeri a látását, és így már saját szemével gyönyörködhet Jane-nel közös gyermekeikben.
|  | Itt a vége a cselekmény részletezésének! |

## Főszereplők
Jane Eyre: Árvalány, a regény címszereplője és elbeszélője. Jelentéktelen külsejű, ám eszes, tehetséges, szenvedélyes lány. Ügyesen rajzol, zongorázik, türelmes, következetes tanár. Mr. Rochester iránti érzelmeiben tiszta, elfogultságtól mentes, igazi modern nő: nem törődik a kor és a társadalmi különbségekkel, szerelmével egyenlőnek vallja magát. Nem vállalhatja azonban, hogy bűnben éljen nős kedvesével, ezért elmenekül tőle. A St. John által javasolt érzelem nélküli házasságra azonban nem tudja rávenni magát: továbbra is hű Mr Rochester iránti szenvedélyéhez, még akkor is, ha tudja, hogy az soha nem teljesedhet be. Visszatérve kedveséhez nem riasztja Mr. Rochester rokkantsága, sőt boldog, hogy így is segítheti szerelmét.
Edward Fairfax Rochester: Thornfield Hall ura, Jane Eyre szerelme, később férje. Nem jóképű, de erős, határozott karakterű férfi. Sok mindenben tehetséges: szépen énekel, ügyesen zongorázik, olvasott, művelt ember. Életét beárnyékolja a fiatalon elkövetett végzetes baklövés: rosszul nősült, erkölcstelen, ostoba nőt vett el, akitől nem szabadulhat, hiszen a nő végül megőrült. Emiatt hajlik a búskomorságra, gyakran szeszélyesedő és büszke. Szerelme Jane iránt, aki egyszerűségében, józanságában és tisztaságában pont az őrült asszony ellentéte, őszinte és szenvedélyes, és még a társadalmi és égi büntetést is vállalná, csakhogy a lány férje lehessen. A keserű emlékek ellenére is megpróbálja kimenteni őrült feleségét az égő Thornfieldből, és ezért a szeme világával és az egyik kezével fizet.
Adèle Varens: Naiv, kacér francia kislány, Rochester gyámleánya.Egy balett-táncosnő lánya, aki Rochester szeretője volt. Anyja otthagyta Mr. Rochesternél miután a férfi szakított vele, állítva, hogy ő az apa, bár ebben Rochester később is kételkedik. Felnőve jó modorú, művelt kisasszony lesz belőle.
Mrs. Alice Fairfax: Házvezetőnő Thornfieldban.Az ő hirdetésére válaszolva kerül Jane a házba. Nem helyesli Jane és Mr. Rochester kapcsolatát, de nem tudni, hogy azért, mert tud a férfi őrült feleségéről, vagy mert zavarja a köztük lévő társadalmi és életkorbeli különbség.
Mrs. Reed: Jane anyai nagybátyjának felesége, Gateshead űrnője. Majomszeretettel isteníti saját gyermekeit, főleg a fiát Johnt, és gyűlöli Jane-t, aki nem hajlandó meghunyászkodni előtte, és akit a saját férje jobban szeretett, mint őt és közös gyermekeiket. Mikor lehetősége nyílik rá, intézetbe adja a lányt, és megfeledkezik róla. Évekkel később, mikor elzüllött fia, John öngyilkos lesz, Jane-ért küldet, hogy a halálos ágyán bevallja: megakadályozta, hogy a lányt annak gazdag nagybátyja örökbe fogadhassa.
John, Eliza és Georgiana Reed: Mrs.Reed gyermekei, a maguk módján mind önző, szívtelen emberek. John léha, lusta, hanyag ember, aki elkártyázza a Reed-vagyont, majd öngyilkos lesz; Eliza rideg teremtés, aki nem szeret senkit, és végül apácának áll; Georgiana önző, hiú nő, aki csak a saját kényelmével és szépségével van elfoglalva, és végül gazdag férjet szerez.
Blanche Ingram: előkelő származású hölgy, a megye szépe, aki Mr. Rochester felesége akar lenni. Szép, ám büszke és gőgös, műveltségét fitogtató teremtés, aki meg van győződve arról, hogy megjelenése elegendő Mr. Rochester elbűvöléséhez, és észre sem veszi, hogy szívtelen megnyilvánulásai csak elriasztják a férfit. Csak érdekből akar Thornfield úrnője lenni, ám amikor Mr. Rochester azt híreszteli, hogy a vagyona kisebb, mint amiről a környéken tudtak, már nem érdeklődik a férfi iránt.
St. John Rivers: tiszteletes, Jane távoli unokatestvére, majd kérője. Álma, hogy misszionárius lehessen, és ezért hajlandó minden személyes érzelmet vagy testi kényelmet feláldozni. Céltudatos, határozott, néha a kegyetlenségig hideg, aki úgy érzi, a szent cél érdekében joga van megkövetelni minden áldozatot. Jane-be nem szerelmes, csak azért akarja feleségének, mert a lány hasznára lehet a misszionáriusi munkában. A lány visszautasítása után egyedül vág neki az útnak, és évek áldozatos munkája után Indiában éri a halál.
Diana és Mary Rivers: St.John húgai, Jane unokatestvérei. Kedves, intelligens hölgyek, akik végül boldog házasságban érnek révbe.

## Fejlődésregény
Az írónő a modern női fejlődésregény (Bildungsroman) első művét teremtette meg ebben a regényben. Az egyes szám első személyben elbeszélt történet egy nő élettörténetét meséli el annak legfontosabb állomásaival. A cselekmény helyszínei is erősítik ezt a felépítést. A gyermekkor helyszíne Gateshead, ahol Jane először találkozik a kiszolgáltatottság, az elnyomás érzésével, mind a rokonai, mind a család felette álló férfi tagja, a gyermek John részéről. Ez az időszak a szexuális érettségig tart. A következő szakasz a lowoodi évek ideje, amelynek aszketikus, lemondásokkal és elfojtásokkal teli világában Jane lelkileg válik nővé. A Thornfield Hallban töltött idő alatt Jane érzelmileg kiteljesedik, egy egyenrangú lélek viszonozza az érzelmeit, ám csaknem áldozatul esik Mr. Rochester önzésének, aki, bár jó szándékkal, de féltékenységgel manipulálja az érzelmeit, és bűnös viszonyba akarja a tudta nélkül belevinni. A Rivers-családdal töltött idő a thornfieldi időszak érzelmi kontrasztja: St. John tisztességes, ám szenvtelen szerelme szintén elfogadhatatlan, ő is csak kihasználni, elnyomni akarja Jane-t.
Brontë szentimentális érzelmek nélkül tekint a viktoriánus világra. Hőseinek egymásra találása nem a szerelem diadala, hanem a keservesen megszerzett önmegismerés, és a társadalmi helyzetükben bekövetkezett változás (Mr. Rochester nyomorék, Jane gazdag lett) következménye.

## Anti-viktoriánus nőalak
Bár a történet a hősnő szempontjából happy end-del zárul, a regény ma is erőteljes kiállás a gondolkodó és becsvágyó nők mellett a viktoriánus világ fojtogatóan patriarchális légkörében.
A szerzőnő a regény nőalakjain keresztül hatásosan érzékelteti a viktoriánus nő lehetőségeit. Jane ijesztő szereplehetőségekkel szembesül: Helen Burns az iskolában a „viktoriánus szent” vallásos alázatát gyakorolja, Bertha Mason, a padláson rejtegetett őrült feleség ezzel szemben a kor elfojtott szexualitásának példája.
A szerzőnő finom narratív és nyelvi lehetőségeket talál, hogy megfogalmazza a 19. század nőiségének, mint biológiai és pszichológiai válságnak a problémáit (pl.: a nővé váló kislány a „vörös szobában” elzárva a tükörbe nézve lép a testi érettség és önismeret magasabb szintjére; vagy Bertha, elfojtott szexuális vágyainak torz kielégítéseként, végül felgyújtja a kastélyt, melynek rabja), és szürreális eszközöket, álmokat, víziókat használ, hogy szereplőinek belső életét megmutassa.

## Magyarul
- Bell-Currer: Jane Eyre. Önéletírás, 1-2.; ford. Huszár Imre; Légrády, Bp., 1873
- Jane Eyre, a lowoodi árva. Regény, 1-2.; ford. Karinthy Frigyes; Kultúra, Bp., 1918 (A Kultúra regénytára)
- Currer Bell: A lowoodi árva. Regény fiatal leányok számára; ford. Honti Irma; Győző Andor, Bp., 1935
- A lowoodi árva; ford. Fónagy Iván; Bibliotheca, Bp., 1942
- Jane Eyre. Regény; ford. Ruzitska Mária, versford. Görgey Gábor, utószó Kéry László; Európa, Bp., 1959
- A lowoodi árva; ford. Ruzitska Mária, ifjúsági átdolg. Szász Imre; Móra, Bp., 1967
- Jane Eyre. Regény; ford. Ruzitska Mária, versford. Görgey Gábor, átdolg., utószó Zombory Erzsébet; Európa, Bp., 1984 (A világirodalom klasszikusai)
- Jane Eyre; ford. N. Kiss Zsuzsa; Ulpius-ház, Bp., 2007
- Jane Eyre. 4. szint; átdolg. Sara Torrico, ford. Magyar Myrtill; Napraforgó, Bp., 2016 (Olvass velünk!)

## Feldolgozások

### Könyv
- 1938: Daphne du Maurier Rebecca című regényét a Jane Eyre inspirálta
- 1966: Jean Ryhs Széles Sargasso-tenger címmel megírta Bertha Mason, a félvér jamaicai asszony, Mr. Rochester őrült feleségének történetét.
- 1997: Hilary Bailey Mrs Rochester: A Sequel to Jane Eyre címmel megírta a Jane Eyre folytatását.
- 2000: Kimberly A. Bennet Jane Rochester - újabb, nagyon népszerű folytatás.

### Film
- 1944 Jane Eyre (címváltozat: A lowoodi árva) Rendezte Robert Stevenson. Főbb szerepekben: Orson Welles - Rochester, Joan Fontaine - Jane, és Elizabeth Taylor - Helen Burns.
- 1970 Jane Eyre brit televiziós film. Rendezte Delbert Mann. Főbb szerepekben: George C. Scott - Rochester, Susannah York - Jane.
- 1996 Jane Eyre Rendezte: Franco Zeffirelli Főbb szerepekben: Jane Eyre – Charlotte Gainsbourg, Edward Rochester – William Hurt, fiatal Jane Eyre – Anna Paquin
- 1997 Jane Eyre Rendezte: Robert Young
- 2006 Jane Eyre televíziós sorozat; Rendezte: Susanna White Főbb szerepekben: Jane Eyre – Ruth Wilson, Edward Fairfax Rochester – Toby Stephens
- 2011 Jane Eyre Rendezte: Cary Fukunaga Főbb szerepekben: Jane Eyre - Mia Wasikowska, Edward Rochester - Michael Fassbender

### Zene
- 2000: opera verzió, zene: Michael Berkeley, libretto: David Malouf.
- 2000: musical verzió, szöveg és zene: Paul Gordon.